# Rundschau Deutschland
Rundschau Deutschland est une exposition d'art organisée par les Nouveaux Fauves (Neue Wilde) qui s'est tenue à Munich et à Cologne en 1981.

## Rundschau Deutschland
L'exposition était basée sur les nouveaux développements de la peinture, principalement portés par des groupes d'artistes de Berlin, Düsseldorf, Hambourg et Munich, qui ont été présentés dans des expositions telles que Heftige Malerei (Berlin Moritzplatz), Neue Bilder aus Deutschland (Mülheimer Freiheit) et Schlaglicher (Rheinisches Landesmuseum Bonn) pour la première fois à un public plus large. L'exposition Rundschau Deutschland a réuni les protagonistes de ces nouvelles tendances. L'exposition a eu lieu dans l'usine située Lothringerstraße 13 à Munich du 3 mars au 13 avril 1981, ainsi qu'au Klapperhof à Cologne.
Le critique d'art Helmut Schneider dresse dans le Die Zeit un résumé critique de l'exposition : « [...] Ces images sont des exemples d'une peinture instantanée, destinée à une consommation immédiate, juste pertinente aujourd'hui, pas demain. Mais ils clarifient également l'état de conscience des jeunes. No future, pas d'avenir. ».

## Artistes exposants (sélection)
- Martin Kippenberger
- Ina Barfuss
- Albert et Markus Oehlen
- Rainer Fetting
- Jiří Dokoupil
- Stefan Szczesny
- Salomé
- Walter Dahn
- Bernd Zimmer
- Hans Peter Adamski
- Peter Bömmels
- Peter Angermann
- Ugo Dossi
- Axel Hütte
- Thomas Wachweger
- Volker Tannert

## Littérature
- « Catalogue de l'exposition Rundschau Deutschland » , sur calameo.com.